# Barnarp
Barnarp is een plaats in de gemeente Jönköping in het landschap Småland en de provincie Jönköpings län in Zweden. De plaats heeft 724 inwoners (2005) en een oppervlakte van 67 hectare.